# گلنکور
گلنکور (به انگلیسی: Glencore) شرکت بریتانیایی-سوئیسی چندملیتی صنایع معدنی و تجارت کالا می‌باشد، که دفتر مرکزی آن در شهر بر، سوئیس قرار دارد و دفتر عملیاتی آن در سن هلیه، جرزی، بریتانیا مستقر می‌باشد.
شرکت گلنکور بزرگترین شرکت کالاهای اقتصادی در جهان به‌شمار می‌آید، همچنین در مجموع از نظر میزان درآمد سالیانه، به‌عنوان بزرگترین شرکت سوئیسی نیز محسوب می‌شود. این شرکت در سال ۲۰۱۳ در فهرست فورچون جهانی ۵۰۰ در رتبه ۱۲ از بزرگترین شرکت‌های جهان قرار گرفت. شرکت گلنکور در سال ۲۰۱۳ شرکت اکستراتا، که یکی از بزرگترین شرکت‌های معدنی جهان است را خریداری نمود، سپس اکستراتا منحل شده و دارایی‌های آن در گلنکور ادغام گردید. هم‌اکنون گلنکور به‌عنوان یکی از بزرگترین شرکت‌های استخراج معادن جهان شناخته می‌شود.

## تاریخچه
شرکت گلنکور، در سال ۱۹۷۴ پس از خریداری شرکت کو آگ توسط شرکت مارک ریچ، سپس ادغام دو شرکت، تحت نام مارک ریچ اند کو. آگ تأسیس شد. سرمایهٔ اولیهٔ این شرکت، از معاملات غیرقانونی کالا میان بنیان‌گذار شرکت؛ مارک ریچ و دولت ایران تأمین شده بود، که جرم آن در سال ۲۰۰۱ توسط بیل کلینتون رئیس‌جمهور وقت ایالات متحده بخشیده‌شد.
در سال ۱۹۹۳ شرکت تجارت کالای ترافیگورا از بطن کمپانی مارک ریچ جدا شد. در سال ۱۹۹۴ در پی خارج شدن کنترل تجارت روی، مارک ریچ بیش از ۱۷۲ میلیون دلار ضرر را متحمل گردید.
سپس شرکای وقت مارک ریچ؛ ویلی استروتوت و ایوان گلازنبرگ (مدیرعامل فعلی شرکت) اقدام به خریداری ۵۱٪ درصد از سهام شرکت مارک ریچ اند کو. نمودند و در ۱۹۹۵ نیز پس از ۲۱ سال نام شرکت را به گلنکور تغییر دادند.

## عملیات
در سال ۲۰۱۰ میزان درصد سهام این شرکت، در بازار جهانی عبارت بود از:
- ۶۰ ٪ درصد در بازار روی بین‌المللی
- ۵۰ ٪ درصد در بازار مس بین‌المللی
- ۹ ٪ درصد در بازار غلات بین‌المللی
- ۳ ٪ درصد در بازار نفت بین‌المللی[۲]

گلنکور دارای امکانات تولیدی و خدماتی، در سراسر جهان می‌باشد. این شرکت، در معادن فلزات، مواد معدنی، نفت خام، فراورده‌های نفتی، زغال سنگ، گاز طبیعی، محصولات کشاورزی، صنعت خودروسازی، تولید برق، تولید فولاد و صنایع غذایی فعال است.

## بازار بورس
گلنکور در ماه مه سال ۲۰۱۱ در فهرست بازار بورس لندن ذکر شده‌است، همچنین این کمپانی در فهرست ثانویه بازار بورس اوراق بهادار هنگ کنگ نیز، قرار دارد و در مجموع سهام شرکت گلنکور در بازارهای بورس لندن و بورس اوراق بهادار هنگ کنگ معامله می‌شود.

## سهام در ویتول
شرکت گلنکور، مالک نیمی از سهام کمپانی ویتول است، ۵۰٪ درصد از سهام شرکت ویتول نیز در اختیار شرکت ترافیگورا می‌باشد. در حال حاضر، ویتول به عنوان یکی از بزرگترین شرکت‌های جهان، بر پایه میزان درآمد سالیانه، شناخته می‌شود.